# Hyundai Terracan
De Hyundai Terracan is een vijfdeurs SUV van de Zuid-Koreaanse autofabrikant Hyundai. Dit automodel werd in december 2001 geïntroduceerd in Nederland. Ten tijde van introductie was de uitvoering met V6-motor het duurste in Nederland geleverde Hyundai model ooit. De naam Terracan is een samenstelling van het woord 'terra' (grond, aarde) en 'can' (koning, keizer): heerser van de aarde.

## Ontwerp
Op de Seoul Motor Show van 1999 toonde Hyundai onder andere de Hyundai Highland concept. Het uiteindelijke productievoertuig verschilt weinig met het studiemodel. De onderste helft van de carrosseriepanelen is uitgevoerd in een donker- of lichtgrijze kleur en vormt, afhankelijk van de carrosseriekleur, een contrastkleur. De onderste helft van de carrosserie dient ook als wielkastverbreding en geeft het voertuig een breder gestalte. De motorkap van modellen met dieselmotor beschikt over een luchthapper om de intercooler, welke op de bovenzijde van de motor geplaatst is, te voorzien van luchttoevoer.

### Facelift
In augustus 2004 onderging de Terracan een facelift, waarbij het exterieur voor de Europese markt gelijk werd gemaakt aan het Zuid-Koreaanse model. Zo werd de grille met chromen spijlen vervangen voor een zwart exemplaar, de kunststof beschermpanelen werden breder en de lichtmetalen velgen, achterlichten en voorbumper kregen een ander ontwerp. Het interieur kreeg een nieuwe middenconsole, een verstelbare middenarmsteun, bekerhouders achterin, witte instrumenten en een extra 12-voltaansluiting.

## Aandrijving
De Terracan was in Nederland leverbaar met twee motoren: een 2,9 liter dieselmotor en 3,5 liter benzinemotor. De 2,9 liter benzinemotor was leverbaar met een handgeschakelde transmissie met vijf versnellingen of automatische transmissie met vier trappen. De 3,5 liter benzinemotor was alleen leverbaar met een handgeschakelde transmissie met vijf versnellingen. De Luxe-uitvoering beschikt over elektrisch instelbare vierwielaandrijving. De Executive-uitvoering beschikt over permanente vierwielaandrijving, deze is standaard bij het benzinemodel. Beide systemen beschikken over een lage 'gearing' en sperdifferentieel.
In april 2004 werd een motorwijziging doorgevoerd waardoor de 2,9 liter dieselmotor krachtiger en stiller werd. Daarnaast kreeg de motor een vlak koppelverloop om de Terracan een meer geschikte trekauto te laten zijn.
| Motorcode | Configuratie                                                     | Slagvolume             | Vermogen                     | Koppel              | 0-100 km/h                                                 | Topsnelheid                                      | Periode                      |
| --------- | ---------------------------------------------------------------- | ---------------------- | ---------------------------- | ------------------- | ---------------------------------------------------------- | ------------------------------------------------ | ---------------------------- |
| J3        | viercilinder lijnmotor, DOHC, common-rail, turbo met intercooler | 2.902 cm³ of 2,9 liter | 110 kW (150 pk) bij 3800 tpm | 333 Nm bij 2000 tpm | 13,7 seconden (handgeschakeld) 14,8 seconden (automatisch) | 166 km/h (handgeschakeld) 168 km/h (automatisch) | december 2001-maart 2004     |
| J3        | viercilinder lijnmotor, DOHC, common-rail, turbo met intercooler | 2.902 cm³ of 2,9 liter | 120 kW (163 pk) bij 3800 tpm | 345 Nm bij 1750 tpm | 13,0 seconden (handgeschakeld) 13,4 seconden (automatisch) | 168 km/h (handgeschakeld) 172 km/h (automatisch) | april 2004-september 2007    |
| G6CU      | zescilinder V-motor, DOHC                                        | 3.497 cm³ of 3,5 liter | 143 kW (194 pk) bij 5500 tpm | 294 Nm bij 3000 tpm | 10,7 seconden                                              | 178 km/h                                         | december 2001-september 2007 |

## Veiligheid
De Hyundai Terracan kwam vanaf introductie standaard met antiblokkeersysteem, elektronische remkrachtverdeling, mistlampen voor en airbags voor bestuurder en passagier. Verder beschikt de Terracan over schrijfremmen zowel voor als achter. Euro NCAP heeft nooit botsproefresultaten gepubliceerd.

## Uitvoeringen
In Nederland was de Terracan leverbaar in twee uitvoeringen: Luxe en Executive. De Luxe-uitvoering kwam standaard met handbediende airconditioning, 16 inch lichtmetalen velgen, mistverlichting voor, elektrisch bedienbare ramen zowel voor als achter, dakrails en hydraulische stuurbekrachtiging. De Executive-uitvoering kwam met alle uitrustingen waarover de Luxe-uitvoering beschikt met daarnaast: automatische airconditioning, elektrische stoelverstelling, verwarmde zitplaatsen, een met leer bekleed stuur en lederen bekleding. De Executive-uitvoering is de enige uitvoering die beschikbaar was voor de Terracan met V6-motor.
Na de facelift van augustus 2004 verviel de Luxe-uitvoering, en was de Terracan alleen leverbaar als de rijker uitgeruste en duurdere Executive-uitvoering.
In België en Duitsland was de Terracan uitvoerbaar als GL (Luxe) en GLS-uitvoering (Executive). In onder andere Zuid-Korea en Australië werd in augustus 2001 de World Cup Special-uitvoering leverbaar om het wereldkampioenschap voetbal van 2002 te vieren. Deze gelimiteerde uitvoering kwam standaard met koeienvanger en sidesteps.

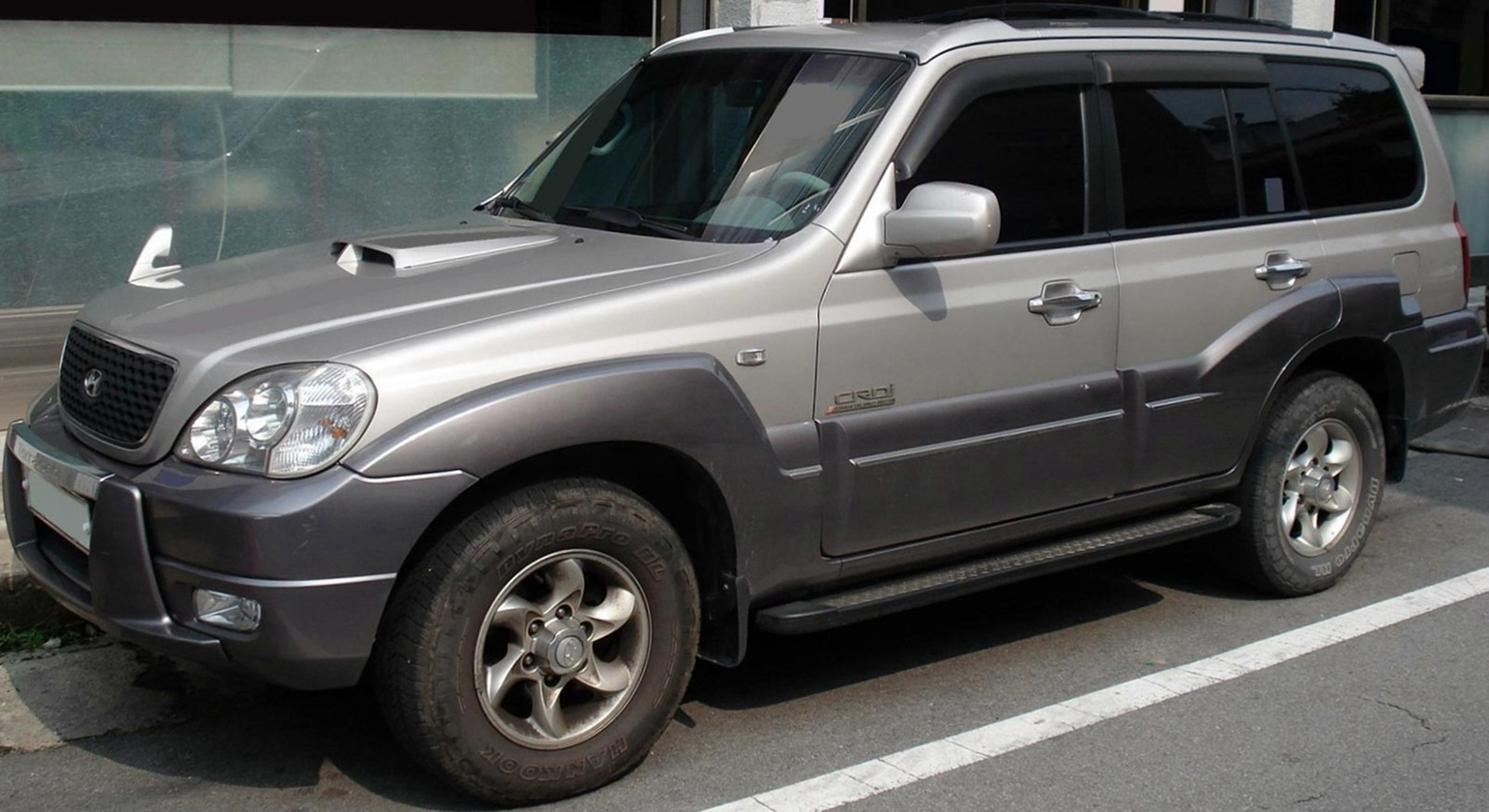
Hyundai Terracan Power Plus

In Zuid-Korea werd op 3 juni 2004 de verkoop van het benzinemodel gestaakt, en bleef alleen het dieselmodel met zowel achterwiel- als vierwielaandrijving leverbaar. Het maximale vermogen werd verhoogd, en het model kreeg de naam Terracan Power Plus. Een aangepast typeplaatje werd aangebracht op de voorportieren.

## Hawtai Terracan

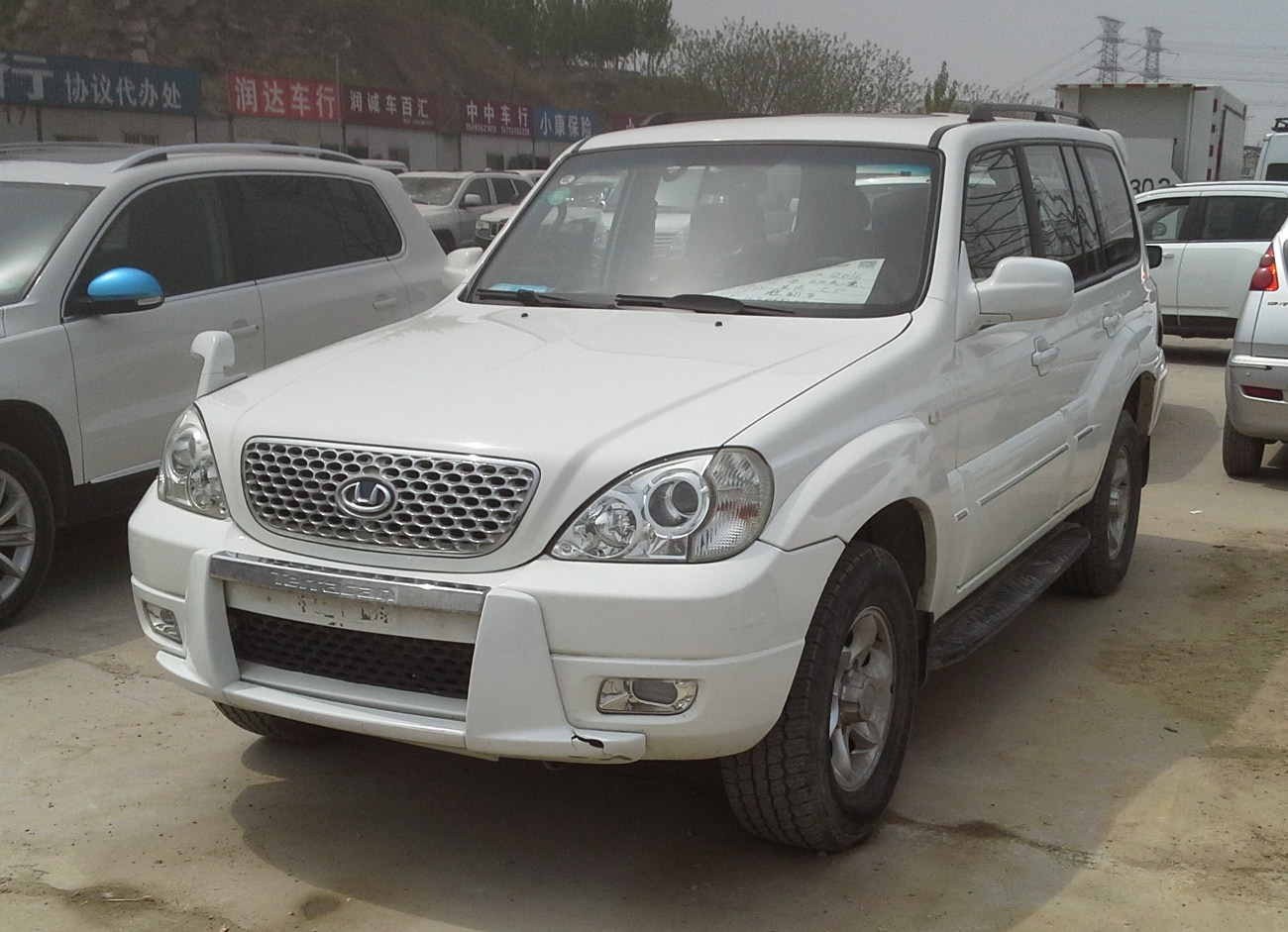
Hawtai Terracan T10

De Chinese autofabrikant Hawtai verkreeg in 2004 licentie om de Terracan te produceren voor de Chinese markt. De Terracan was voor de Chinese markt leverbaar met de 2,4 liter 4G69S4N dieselmotor. Deze was leverbaar met achterwiel- of vierwielaandrijving, en uitvoerbaar als Luxury- en VIP-uitvoering.